# Hvězdná pěchota
Hvězdná pěchota je jedno z nejznámějších děl Roberta A. Heinleina. Příběh o vojenské kariéře u Mobilní pěchoty je vyprávěn v první osobě, a kvůli militarismu a definici násilí jako přirozené a nutné reakce jde o jeden z nejkontroverznějších Heinleinových románů. V roce 1960 za něj autor obdržel prestižní Cenu Hugo.

## Děj
Hrdinou knihy je John Rico, který projeví zájem o dobrovolnou Federální službu v osmnácti letech po ukončení střední školy i přes to, že jeho otec je bohatý obchodník a plánuje předání podniku do synových rukou. Heinlein znovu, jak bylo jeho zvykem, útočí na rasové předsudky tím, že vykresluje hlavního hrdinu jako silného a sympatického, aby na konci knihy odhalil jeho filipínský původ.
Rico je díky svým schopnostem zařazen k Mobilní pěchotě a zde prochází náročným drilem, během něhož je v pokušení výcvik vzdát. Zlom a podporu v jeho konání způsobí dopis od jeho bývalého učitele dějepisu a morální filosofie. Úspěšně dokončí výcvik a je převelen ke své první bojové jednotce - Willieho Divokým Kočkám. Při výsadku a pokusu o dobytí hlavní planety Brouků Klendathu je tato jednotka rozprášena a Rico se dostává k Rasčakovým Rváčům. Heinlein tuto část knihy prokládá kapitolami o filosofických debatách a úvahách na téma násilí, výchova a zodpovědnost jednotlivce vůči sobě, rodině, systému, potažmo planetě. Autor vychází z nepříjemného faktu, že násilí bylo a bude, a právě tyto pasáže vyvolaly největší vlnu kritiky.
Poté, co je při akci zabit jejich velitel, poručík Rasčak, se Rico rozhodne stát se profesionálním vojákem na dalších 20 let. Vzápětí je povýšen na seržanta a je vybrán do důstojnické školy. Při nástupu se setkává se svým otcem, který nastupuje u jeho jednotky v hodnosti desátníka. Školu sice zvládá s jistými problémy, ale snaží se. Při seskoku v rámci důstojnického výcviku velí četě a je zraněn v boji. I přesto výcvik dokončí a stává se poručíkem s umístěním u Rasčakových Rváčů.
Kniha končí po několika letech od absolvování důstojnické akademie. V této době je Rico velitelem své jednotky s názvem Ricovi Rváči a seržantem je jeho otec.

## Česká vydání
Román poprvé vydalo nakladatelství And Classic ve vázané vazbě v roce 1995 a znovu v brožové vazbě v roce 1996. Mělo 239 stran, o překlad se postarala Dana Krejčová a autorem obálky byl Jan Patrik Krásný. Třetí vydání uvedlo nakladatelství Wales v roce 2002 a autorem obálky přepracované podle filmu byl opět Jan Patrik Krásný. Čtvrté vydání v roce 2008 má na svědomí nakladatelství Banshies. Páté vydání vyšlo v nakladatelství Argo roku 2021, o překlad se tentokrát postaral Tomáš Jeník.

## Film
James Cameron ve filmu Vetřelci z roku 1986 použil některé fráze z knihy a herci hrající mariňáky měli za úkol si knihu přečíst. Také nakladač, který Ripleyová používá ke konci filmu v boji s královnou, je inspirovaný silovými obleky z knižní předlohy.
V 90. letech získala plnou filmovou licenci společnost TriStar Pictures a nizozemský režisér Paul Verhoeven natočil v roce 1997 film Hvězdná pěchota. Snímek měl vysoký rozpočet – přes 100 milionů dolarů, ale finančně příliš úspěšný nebyl, přesto byl nominován na Oscara za speciální efekty. Od literární předlohy se liší množstvím detailů, ale děj a hlavní osa příběhu zůstaly zachovány.
V letech 2004, 2008, 2012 a 2017 byla natočena nízkorozpočtová pokračování výše zmíněného filmu, která ale na knihu nijak nenavazují.